# Bantustan
Bantustani su bili teritoriji (rezervati) dodijeljeni crnačkom domorodačkom stanovništvu od strane bijelih vlastodržaca za vrijeme apartheida po nekadašnjoj Južnoafričkoj Uniji i Namibiji. Ta sintagma se prvi put pojavila kasnih 1940-ih. To je kovanica od riječi bantu (što znači narod, ljudi na Bantu jezicima) i stan (što znači zemlja na perzijskom). Službeni naziv, koji su koristili bijeli vlastodršci bio je homeland  na engleskom ili  tuisland na afrikaansu (domovina). Bantustan je zapravo bio pogrdan naziv, koji su upotrebljavali kritičari sustava apartheida, ali je vremenom postao oznaka za taj pojam.
Bantustani su bili perfidni pokušaj (na dulje staze neodrživ) da se bjelačkoj manjini trajno osigura vlast, jer je na taj način domorodačka većina bila isključena iz izbora.
Bantustani su formalno (de jure) bili gotovo potpuno autonomni (neki od njih proglasili su nezavisnost) ali su u stvarnosti (de facto) potpuno ovisili o vladi iz Pretorije.

## Povijest nastanka bantustana
Korijeni bantustana ležali su u zakonskim aktima - Land Acts (Zemljišnji akti) izglasanim 1913. i 1936., koji su odredili male raštrkane krpice zemlje po velikom teritoriju Južne Afrike, kao rezervate za domorodačko crnačko stanovništvo. Širenje, konsolidacija i premještanje tih područja zbilo se u sljedećim dekadama, do 1950-ih ukupna površina bantustana iznosila je 13% ukupne površine Južne Afrike, dok su istovremeno crnci činili najmanje 75% ukupnog stanovništva.
Veliki promotor ideje bantustana bila je južnoafrička Nacionalna partija, koja je došla na vlast, nakon izbora 1948.), u kojoj se posebno isticao tadašnji ministar za domorodačka pitanja Hendrik Frensch Verwoerd (kasniji premijer 1958. – 1966.), koji je poduzeo niz mjera, koje su trebale bijelcima osigurati većinu u zemlji.
Bantustani su ozakonjeni 1951., za vrijeme premijera Daniela Francoisa Malana Zakonom o upravi Bantustana (Bantu Authorities Act), kojim je za bantustane predviđeno oko 13% od južnoafričkog teritorija. 
Bantustani su bili perfidni administrativni trik za isključenje crnaca iz političkog sistema Južnoafrička Unije u okviru politike apartheida, odnosno rasne segregacije. Bantustani su organizirani na bazi etničkih i jezičnih grupacija, koje su definirali bijelački etnografi, tako je KwaZulu određen za narod Zulu, a Transkei i Ciskei za narod Xhosa. Druge skupine dobile su proizvoljno definirane bantustane; Pedi, Basotho, Venda, Tsonga, Svazi.
Lokalne plemenske vođe bile su prisiljene vladati svojim bantustanima. Oni koji bi pružili otpor, bili bi smjenjeni ili nasilno svrgnuti s vlasti. Tijekom vremena, izrodila se bantustanska elita koja je imala interes u održavanju ovog sustava, Ona je pridonijela njegovu okrupnjavanju, iako su gotovo u potpunosti ovisili o podršci bijelih vlastodržaca iz Pretorije.
Uloga homelanda dodatno je proširena 1959. Zakonom o Bantu samoupravi (Bantu Self-Government Act), kojim je inaugurirano načelo odvojenog razvoja i formalno data samouprava bantustanima. U isto vrijeme crnci su izgubili neka prava, koja su im dotad vrijedila u Južnoafričkoj Uniji, od kojih je najveće bilo državljanstvo. Proces je završen izglasavanjem Zakona o državljanstvu crnaca (Black Homelands Citizenship Act) iz 1970., po kojem su svi bivši crni građani Južnoafričke Unije, automatski postali građani svog bantustana (prema njihovoj etničkoj skupini), bez obzira na to što oni nisu nikad u životu kročili nogom na taj teritorij. Zakon je bio karikaturalan u mnogim elementima, to se naročito vidjelo u proizvoljnim odlukama u odnosu na južnoafričke mulate za koje su određivani bantustani u koje su se oni morali preseliti - bez ikakve logike i zdrave pameti. Nakon tog je uslijedio period prisilnog preseljenja crnaca u njihove homelande, tako da je oko 3,5 milijuna ljudi protjerano iz svojih domova 1960-ih, 1970-ih i 1980-ih.
Vlada u Pretoriji uopće nije krila svoje krajnje namjere, da na taj način iseli sve crnce iz Južnoafričke Unije, tako je ministar informacija Connie Mulder 7. veljače 1978. izjavio:
Međutim taj cilj nije nikad postignut, čak i na vrhuncu politike odvojenog razvoja, samo je 55% južnoafričkih crnaca stalno živjelo u svojim bantustanima. Ostatak je živio u odvojenim prigradskim naseljima uz bijelačke gradove ili kvartovima predviđenim za njih, u skladu sa zakonodavstvom apartheida. Najkrupniji razlog zbog kog je to tolerirano bio je u činjenici da je gospodarstvo Južnoafričke Unije u velikoj mjeri ovisila o crnačkoj radnoj snazi.
Vlada Južnoafričke Unije naknadno je proglasila četiri bantustana nezavisnim; Transkei - 1976., Bophuthatswanu - 1977., Vendu - 1979. i Ciskei - 1981. Šest drugih bantustana ostalo je samo autonomno, bez nezavisnosti; Gazankulu, KwaZulu, Lebowa, KwaNdebele, KaNgwane i Qwaqwa. Unatoč silnim naporima vlade iz Pretorije, da propagira bantustane kao nezavisne države, samo je Izrael neformalno priznao bantustan Transkei, nijedna država svijeta nije slijedila njihov primjer. 
Samo dva bantustana Ciskei i Qwaqwa imala su kompaktni teritorij (koji je imao i neku povijesnu pozadinu), svi ostali bili su sastavljeni od 2 do 30 enklava razasutih po zemlji. Granice bantustana često su mehanički iscrtavane, zbog tog se dogodio paradoksalni slučaj da je ambasada Južnoafričke Unije u bantustanu Bophuthatswana morala biti premještena, jer se naknadno ustanovilo, da je izgrađena na teritoriju koji je formalno pripadao Južnoafričkoj Uniji.
Po bantustanima je formalno vladala crnačka elita u obliku neke vlade, koja je usko surađivala s vladom Južnoafričke Unije. Te vlade obavljale su neke funkcije vlasti u područji,a školstva, zdravstva i provedbi zakona. Vlade tih bantustana su nominalno bile odgovorne svojim zakonodavnim izabranim skupštinama, ali su po brojnim bantustanima, vladali vojni režimi, koji su na vlast došli vojnim udarom.

## Život po bantustanima
Teritoriji bantustana, ne samo da su bili besramno mali, već su bili u vrlo zabačenim i siromašnim dijelovima zemlje (bez izvora vode, rudnih blaga, i na vrlo siromašnom tlu), prenaseljeni, zbog malog teritorija. Samo jedna trećina ukupnog crnog stanovništva živjela je u šest autonomnih bantustana, a oko jedne četvrtine u četiri nezavisna bantustana. Ostatak crnačkog stanovništva živio je po Bijelačkoj Južnoj Africi, - katkad pravno legalno (uz dozvolu rada i boravka), ali u puno slučajeva - ilegalno. Najveći postotak mladih bio je primoran na migraciju u potrazi za poslom. Nakon što bi im radni ugovori istekli ili kad su postali prestari za rad, bili bi deportirani natrag u svoj bantustan. U ciničnom jeziku apartheida, bantustani su postali odlagališta za "ljudski otpad".
Kreatori bantustana nadali su se da će uz njihove granice izrasti tvornice, koje će se koristiti jeftinom radnom snagom, ali najveći dio tih želja ostali su pusti snovi. I sve druge inicijative koje su trebale stvoriti iluziju žive gospodarske aktivnosti po bantustanima - također su propale. Tako da su se jedino time okoristili pojedini bijeli farmeri u blizini bantustana, koji su dnevno krijumčarili crne radnike, da rade za njih.
Na kraju je većina bantustana ovisila o financijskoj pomoći južnoafričke vlade. Tako je 85% prihoda Transkeija sredinom 1980-ih dolazilo kao pomoć od vlade iz Pretorije. Široko rasprostranjena korupcija s druge strane, onemogućavala je da se ta pomoć osjeti u životima većine građana bantustana. Siromaštvo je ostalo akutni problem svih bantustana, uz veliki mortalitet djece. I pored drakonske kontrole, koliko se i gdje zemlje smije obrađivati i broja stada koje su stanovnici bantustana smjeli imati, ipak je većina zemlje po bantustanima prekomjerno iskorištavana, pa je to dovelo do erozije tla.
Veliki izvor prihoda bantustana bile su kockarnice i klubovi za odrasle (prostitucija), koje je vlada Južnoafričke Unije zabranila na svom teritoriju kao "nemoralne". Moć crne elite po bantustanima uglavnom je počivala na tim prihodima. Na taj način je izgrađen južnoafrički Las Vegas - Sun City u Bophuthatswani.

## Bantustani nakon slobodnih izbora 1994.
Nakon ubrzanog raspada apartheida krajem 1980-ih, vlada Južnoafričke Unije odustala je od daljnje namjere da i preostalih 6 bantustana proglasi nezavisnim. Nakon prvih slobodnih demokratskih izbora, u kojima su pravo glasa imali svi građani Južnoafričke Unije i usvajanja novog Ustava 27. travnja 1994., svih 10 bantustana je ukinuto i ukorporirano u novu - staru državu Južnoafričku Republiku kao sastavni dijelovi njenih novih 9 provincija, a svi građani dobili su južnoafričko državljanstvo. Ukidanje bantustana prošlo je manje više mirno, osim u slučaju Bophuthatswane i Ciskeja, jer su tamo morale intervenirati južnoafričke snage sigurnosti u ožujku 1994.
Iako su bantustani ukinuti, tragovi njihove egzistencije, još uvijek muče novu južnoafričku vlast, počevši od ekoloških problema (erodiranog i deforestiranog tla) do pravnih problema preraspodjele zemljišta i zahtjeva za odštetu onih koji su prisilno seljeni.

## Lista bantustana
| Batustan       | Nacija  | Autonoman od | Nezavistan od | Broj naselja | Površina (1994.) | Stanovnika u milijunima (1994.) | Glavni grad (1994.) |
| -------------- | ------- | ------------ | ------------- | ------------ | ---------------- | ------------------------------- | ------------------- |
| Transkei       | Xhosa   | 1963.        | 1976.         | 3            | 43 654           | 3,39                            | Mthatha             |
| Bophuthatswana | Tswana  | 1971.        | 1977.         | 7            | 40 011           | 2,19                            | Mmabatho            |
| Venda          | Venda   | 1973.        | 1979.         | 2            | 6 807            | 0,61                            | Thohoyandou         |
| Ciskei         | Xhosa   | 1972.        | 1981.         | 1            | 8.100            | 0,87                            | Bisho               |
| KwaZulu        | Zulu    | 1977.        | –             | 10           | 36 074           | 5,6                             | Ulundi              |
| KwaNdebele     | Ndebele | 1981.        | –             | 2            | 2 208            | 0,64                            | KwaMhlanga          |
| KaNgwane       | Svazi   | 1981.        | –             | 2            | 3 917            | 0,76                            | Louieville          |
| QwaQwa         | Basotho | 1974.        | –             | 1            | 1 040            | 0,36                            | Phuthaditjhaba      |
| Gazankulu      | Tsonga  | 1973.        | –             | 4            | 7 484            | 0,82                            | Giyani              |
| Lebowa         | Pedi    | 1972.        | –             | 8            | 21 833           | 3,1                             | Lebowakgomo         |

- Vlada Južnoafričke Unije proširila je sustav bantustana na svoje mandatno područje Jugozapadne Afrike (današnja Namibija), u kojoj je osnovano deset bantustana.
- Lesoto i Svazi nisu nikad bili bantustani, već formalno nezavisne države pod britanskim protektoratom. Oni su još uvijek suverene države, iako u velikoj mjeri ovise o južnoafričkoj ekonomskoj i političkoj pomoći.